# Michael Wiederstein
Michael Wiederstein (* 1983 in Gummersbach) ist ein deutscher Journalist und Literaturkritiker. Von September 2016 bis Juli 2019 war er Chefredaktor des liberalen Magazins Schweizer Monat.

## Leben
Michael Wiederstein studierte Germanistik und Allgemeine Literaturwissenschaft an der Universität Siegen. Im Jahr 2011 wurde er leitender Redaktor der neu gegründeten Literaturzeitschrift Literarischer Monat als Literaturbeilage des Schweizer Monats. Beide Zeitschriften leitete er bis Ende Juli 2019 als Chefredaktor. Seit September 2019 ist er Executive Editor bei getAbstract.
Als Initiator des Treibhauses, einer Wettbewerbsplattform für literarische Anfänger, sucht er seit 2012 nach unentdeckten Schreibtalenten. Von 2017 bis 2022 war er ausserdem Jurymitglied des Ingeborg-Bachmann-Preises.